# La Logia
La Logia es una banda boliviana que autodefine su estilo como rock chicha. Se formó en 1998 en la ciudad de Sucre. Es conocida por su fusión de rock con elementos de la música andina y su compromiso con temáticas sociales y políticas. Ha sido una figura destacada en la escena musical boliviana durante más de dos décadas.

## Historia
La Logia fue fundada en 1998 por Juan Calderón Calvo, José Alberto Morales, Hernán Laguna, Edwin Olivares y Bismark Céspedes. El nombre de la banda hace referencia a artistas del medievo, que solo podían intercambiar su arte en las logias que existían en ese entonces, por las prohibiciones de la  iglesia católica respecto a todo tipo de manifestación cultural. De esta forma estas asociaciones secretas eran el único espacio para el intercambio cultural en esa época.
En 1999, lanzaron su álbum debut homónimo, que les valió el reconocimiento como Mejor Banda de Rock por la radio Hit y Mejor Banda de Rock de Sucre por la radio La Bruja en el año 2000. Al año siguiente lanzaron Nacer para Morir, seguido por La función debe continuar...En 2006, presentaron Sin Boleto de Vuelta. La Garrapata Cósmica fue lanzado en 2008 e incluyó la canción principal de la banda sonora de la película boliviana La Maldición de Rocha. 
Hasta el año 2021 la banda estaba integrada por José Alberto Morales en voz y armónica, Micky Martínez en el bajo, Daniel Morales en la guitarra y Arturo Villagomez Puski en la batería. En el disco lanzado en esta etapa se resalta la recuperación de la figura de la comadre Chunchuna, quien oficiaba como mecenas de artistas populares desde su chichería, ofreciendo escenario a íconos de la música popular como Gerardo Rosas, también conocido como el k'ewa Gerardo

## Estilo musical
La Logia se caracteriza por su estilo de rock chicha, una fusión de rock con música tropical andina, incorporando instrumentos tradicionales como zampoñas, quenas y charangos. Esta combinación refleja su identidad boliviana y su compromiso con temáticas sociales y políticas. La banda ha declarado que su música es una forma de arte político, posicionándose en contra del sistema establecido.

## Discografía
- La Logia (1999)
- Nacer para Morir (2001)
- La función debe continuar... (2003)
- Sin Boleto de Vuelta (2006)
- La Garrapata Cósmica (2009)
- Una Herramienta Llamada Miedo (2014)
- Rock Chicha en Construcción (2021)

## Reconocimientos
- Premiado como Mejor Banda de Rock por radio Hit, el año 2000.
- Premiado como Mejor Banda de Rock de Sucre por radio La Bruja, el año 2000.[4]
- Reconocimiento de la Alcaldía de Sucre por su contribución a la cultura musical, entregado el año 2009.
- Reconocimiento de la Gobernación de Chuquisaca por su destacada trayectoria musical de 25 años, entregado el año 2024.[1]